# Marie Růžičková
Marie Růžičková (ur. 18 listopada 1986 w Trenczynie) – słowacka koszykarka, występująca na pozycji środkowej, reprezentantka kraju.

## Osiągnięcia
Stan na 21 kwietnia 2025, na podstawie, o ile nie zaznaczono inaczej.

### Drużynowe
- Mistrzyni:
  - Słowacji (2004–2007)[2][3]
  - Rumunii (2021)[4]
- Wicemistrzyni:
  - Eurocup (2018)
  - Włoch (2013)[5]
  - Słowacji (2003)
- Zdobywczyni pucharu:
  - Słowacji (2003, 2004, 2007)[3]
  - Rumunii (2021)
- Uczestniczka rozgrywek:
  - Euroligi (2002/2003, 2005/2006, 2020/2021)
  - Eurocup (2004–2007, 2015–2021)

### Indywidualne
(* – nagrody przyznane przez portal eurobasket.com)
- Zaliczona do:
  - II składu ligi włoskiej (2014, 2015)*[6][7]
  - składu honorable mention ligi włoskiej (2013, 2016)*[5][8]

### Reprezentacja
- Uczestniczka:
  - mistrzostw Europy (2003 – 7. miejsce, 2017 – 8. miejsce)
  - kwalifikacji do Eurobasketu (2005, 2007, 2009, 2016)